# Латвия на летних Олимпийских играх 2016
Латвия на летних Олимпийских играх 2016 года была представлена 32 спортсменами в 12 видах спорта. Знаменосцем сборной Латвии на церемонии открытия Игр стал двукратный олимпийский чемпион в дисциплине BMX Марис Штромбергс, а на церемонии закрытия — гребец-байдарочник Алексей Румянцев, который в Рио занял 5-е место в соревнованиях байдарок-одиночек на дистанции 200 метров. По итогам соревнований на счету латвийских спортсменов не оказалось ни одной награды. Последний раз в истории независимой Латвии сборная оставалась без олимпийских медалей на Играх 1928 года.

## Состав сборной
Борьба
Вольная борьба
1. Анастасия Григорьева

Велоспорт
 Шоссейный велоспорт
1. Алексей Сарамотин
2. Том Скуйиньш

 BMX
1. Эджус Трейманис
2. Марис Штромбергс

Гребля на байдарках и каноэ
 Гребля на гладкой воде
1. Дагнис Ильин
2. Алексей Румянцев

 Дзюдо
1. Евгений Бородавко
2. Артур Никифоренко

 Лёгкая атлетика
1. Марек Арентс
2. Паул Пуятс
3. Арнис Румбениекс
4. Зигизмунд Сирмайс
5. Роланд Штробиндерс
6. Лаура Икауниеце-Адмидиня
7. Гунта Латышева-Чударе
8. Илона Мархеле
9. Синта Озолиня
10. Мадара Паламейка
11. Агнесе Пастаре
12. Ариана Кира Хилборн
13. Елена Челнова-Прокопчук

 Парусный спорт
1. Кетия Бирзуле

 Плавание
1. Увис Калныньш
2. Алёна Рыбакова

 Пляжный волейбол
1. Александр Самойлов
2. Янис Шмединьш

 Современное пятиборье
1. Руслан Наконечный

 Стрельба
1. Дайнис Упельникс

 Теннис
1. Елена Остапенко

 Тяжёлая атлетика
1. Артурс Плесниекс
2. Ребека Коха

## Результаты соревнований

### Борьба
В соревнованиях по борьбе, как и на предыдущих трёх Играх, будет разыгрываться 18 комплектов наград. По 6 у мужчин в вольной и греко-римской борьбе и 6 у женщин в вольной борьбе. Турнир пройдёт по олимпийской системе с выбыванием. В утешительный раунд попадают участники, проигравшие в своих поединках будущим финалистам соревнований. Каждый поединок состоит из двух раундов по 3 минуты, победителем становится спортсмен, набравший большее количество технических очков. По окончании схватки, в зависимости от результатов спортсменам начисляются классификационные очки.
Вольная борьба
| Соревнование | Спортсмены           | Первый раунд       | 1/8 финала                | Четвертьфинал             | Полуфинал                   | Финал                 | Место |
| Соревнование | Спортсмены           | Соперник Результат | Соперник Результат        | Соперник Результат        | Соперник Результат          | Соперник Результат    | Место |
| ------------ | -------------------- | ------------------ | ------------------------- | ------------------------- | --------------------------- | --------------------- | ----- |
| до 63 кг     | Анастасия Григорьева | Не участвовала     | Х. Риаби (TUN) В 4:0 (ST) | Р. Каваи (JPN) П 1:3 (PP) | Утешительный турнир         | Утешительный турнир   | 8     |
| до 63 кг     | Анастасия Григорьева | Не участвовала     | Х. Риаби (TUN) В 4:0 (ST) | Р. Каваи (JPN) П 1:3 (PP) | М. Михалик (POL) П 1:3 (PP) | Завершила выступление | 8     |

### Велоспорт

#### Шоссейный велоспорт
Мужчины
| Соревнование    | Спортсмены        | Время   | Место | Отставание |
| --------------- | ----------------- | ------- | ----- | ---------- |
| групповая гонка | Алексей Сарамотин | 6:30:05 | 46    | +20:00     |
| групповая гонка | Том Скуйиньш      | 6:30:05 | 59    | +20:00     |

#### BMX
Мужчины
| Соревнование | Спортсмены       | Квалификация | Квалификация | 1\4 финала | 1\4 финала | 1\4 финала | 1\4 финала | 1\4 финала | 1\4 финала | 1\2 финала           | 1\2 финала           | 1\2 финала           | 1\2 финала           | 1\2 финала           | 1\2 финала           | Финал                | Финал                | Место                |
| Соревнование | Спортсмены       | Время        | Место        | Заезд      | 1 гонка    | 2 гонка    | 3 гонка    | Всего      | Место      | Заезд                | 1 гонка              | 2 гонка              | 3 гонка              | Всего                | Место                | Финал                | Финал                | Место                |
| Соревнование | Спортсмены       | Время        | Место        | Заезд      | Время Очки | Время Очки | Время Очки | Всего      | Место      | Заезд                | Время Очки           | Время Очки           | Время Очки           | Всего                | Место                | Время                | Место                | Место                |
| ------------ | ---------------- | ------------ | ------------ | ---------- | ---------- | ---------- | ---------- | ---------- | ---------- | -------------------- | -------------------- | -------------------- | -------------------- | -------------------- | -------------------- | -------------------- | -------------------- | -------------------- |
| BMX          | Эджус Трейманис  | DNF          | DNF          | 1          | 36,022 7   | 37,619 3   | 37,379 5   | 15         | 5          | Завершил выступление | Завершил выступление | Завершил выступление | Завершил выступление | Завершил выступление | Завершил выступление | Завершил выступление | Завершил выступление | Завершил выступление |
| BMX          | Марис Штромбергс | 34,953       | 7            | 2          | 1:36,876 6 | 44,376 4   | 39,554 4   | 14         | 5          | Завершил выступление | Завершил выступление | Завершил выступление | Завершил выступление | Завершил выступление | Завершил выступление | Завершил выступление | Завершил выступление | Завершил выступление |

### Водные виды спорта

#### Плавание
В следующий раунд на каждой дистанции проходят спортсмены, показавшие лучший результат, независимо от места, занятого в своём заплыве.
Мужчины
| Дистанция                        | Спортсмены    | Предварительный раунд | Предварительный раунд | Предварительный раунд | Полуфинал            | Полуфинал            | Полуфинал            | Финал                | Финал                |
| Дистанция                        | Спортсмены    | Заплыв                | Результат             | Место                 | Заплыв               | Результат            | Место                | Результат            | Место                |
| -------------------------------- | ------------- | --------------------- | --------------------- | --------------------- | -------------------- | -------------------- | -------------------- | -------------------- | -------------------- |
| 200 метров комплексным плаванием | Увис Калныньш | 1                     | 2:02,34               | 24                    | Завершил выступление | Завершил выступление | Завершил выступление | Завершил выступление | Завершил выступление |

Женщины
| Дистанция          | Спортсмены     | Предварительный раунд | Предварительный раунд | Предварительный раунд | Полуфинал             | Полуфинал             | Полуфинал             | Финал                 | Финал                 |
| Дистанция          | Спортсмены     | Заплыв                | Результат             | Место                 | Заплыв                | Результат             | Место                 | Результат             | Место                 |
| ------------------ | -------------- | --------------------- | --------------------- | --------------------- | --------------------- | --------------------- | --------------------- | --------------------- | --------------------- |
| 200 метров брассом | Алёна Рыбакова | 1                     | 2:30,82               | 27                    | Завершила выступление | Завершила выступление | Завершила выступление | Завершила выступление | Завершила выступление |

### Волейбол

#### Пляжный волейбол
Мужчины
| Соревнование | Спортсмены                       | Групповой этап                                 | Групповой этап                                | Групповой этап                                   | Групповой этап | 1/8 финала            | Четвертьфинал         | Полуфинал             | Финал                 | Место |
| Соревнование | Спортсмены                       | Соперники Счёт                                 | Соперники Счёт                                | Соперники Счёт                                   | Место          | Соперники Счёт        | Соперники Счёт        | Соперники Счёт        | Соперники Счёт        | Место |
| ------------ | -------------------------------- | ---------------------------------------------- | --------------------------------------------- | ------------------------------------------------ | -------------- | --------------------- | --------------------- | --------------------- | --------------------- | ----- |
| мужчины      | Александр Самойлов Янис Шмединьш | Группа D                                       | Группа D                                      | Группа D                                         | Группа D       | завершили выступление | завершили выступление | завершили выступление | завершили выступление | 19    |
| мужчины      | Александр Самойлов Янис Шмединьш | CANХ. Шальк / Б. Сакстон В 21:17, 18:21, 15:13 | CUBН. Диас / С. Гонсалес П 21:23, 21:19, 9:15 | BRAЭ. Оливейра / П. Солберг П 16:21, 22:20, 7:15 | 4              | завершили выступление | завершили выступление | завершили выступление | завершили выступление | 19    |

### Гребля на байдарках и каноэ

#### Гребля на гладкой воде
Соревнования по гребле на байдарках и каноэ на гладкой воде проходят в лагуне Родригу-ди-Фрейташ, которая находится на территории города Рио-де-Жанейро. В каждой дисциплине соревнования проходят в три этапа: предварительный раунд, полуфинал и финал.
Мужчины
| Соревнование                  | Спортсмены       | Предварительный раунд | Предварительный раунд | Предварительный раунд | Полуфинал | Полуфинал | Полуфинал | Финал                | Финал                | Итоговое место |
| Соревнование                  | Спортсмены       | Заплыв                | Время                 | Место                 | Заплыв    | Время     | Место     | Время                | Место                | Итоговое место |
| ----------------------------- | ---------------- | --------------------- | --------------------- | --------------------- | --------- | --------- | --------- | -------------------- | -------------------- | -------------- |
| байдарки-одиночки, 200 метров | Алексей Румянцев | 1                     | 35,175                | 4                     | 2         | 34,722    | 4         | Финал А              | Финал А              | 5              |
| байдарки-одиночки, 200 метров | Алексей Румянцев | 1                     | 35,175                | 4                     | 2         | 34,722    | 4         | 35,891               | 5                    | 5              |
| каноэ-одиночки, 200 метров    | Дагнис Ильин     | 2                     | 44,125                | 5                     | 2         | 45,082    | 7         | Завершил выступление | Завершил выступление | 21             |
| каноэ-одиночки, 1000 метров   | Дагнис Ильин     | 1                     | 4:11,766              | 4                     | 1         | 4:20,181  | 6         | Финал B              | Финал B              | 13             |
| каноэ-одиночки, 1000 метров   | Дагнис Ильин     | 1                     | 4:11,766              | 4                     | 1         | 4:20,181  | 6         | 4:10,084             | 5                    | 13             |

### Дзюдо

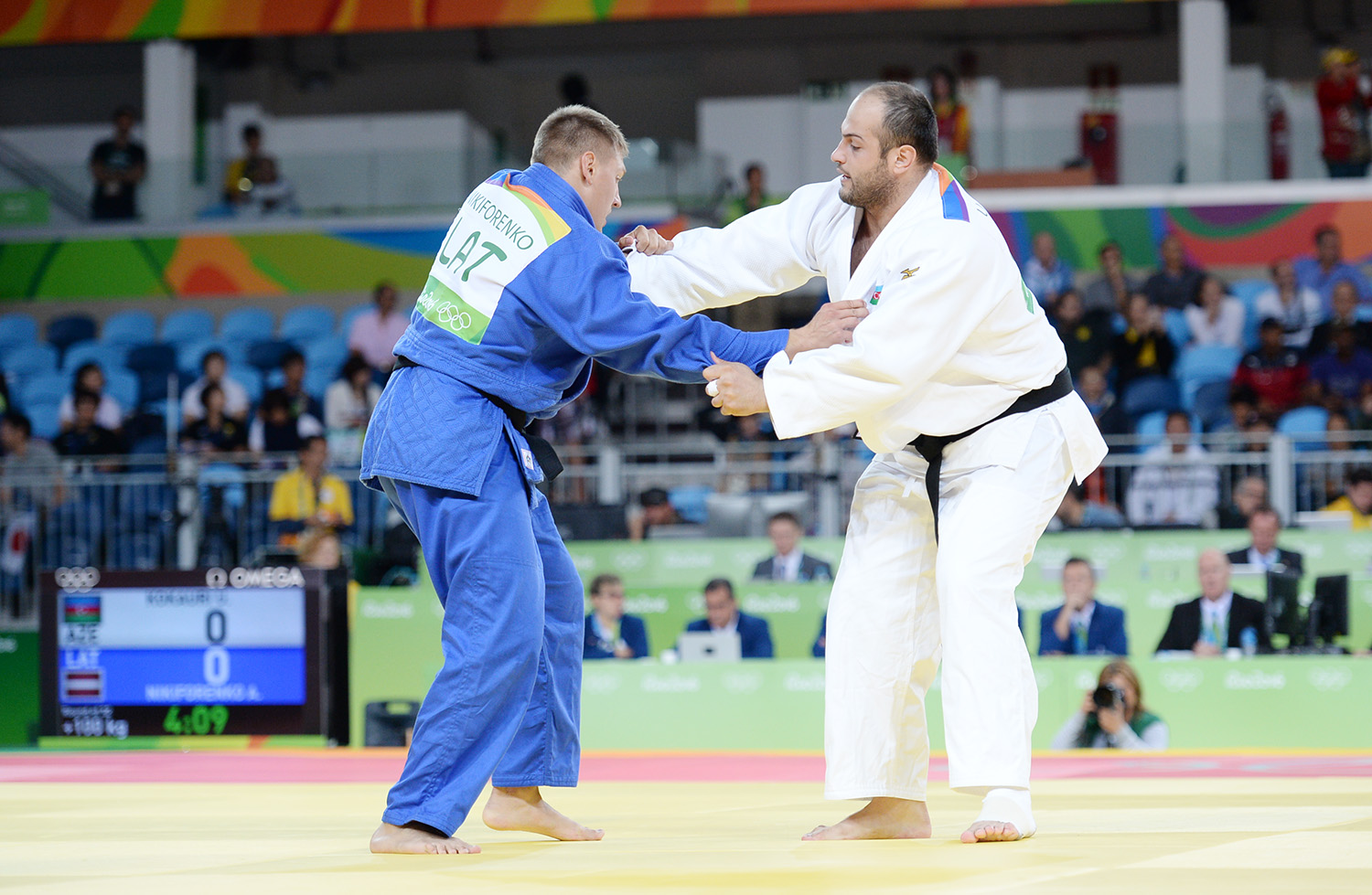
Артур Никифоренко (в синем кимоно) против Ушанги Кокаури из Азербайджана

Соревнования по дзюдо проводились по системе с выбыванием. В утешительные раунды попадали спортсмены, проигравшие полуфиналистам турнира. Два спортсмена, одержавших победу в утешительном раунде, в поединке за бронзу сражались с дзюдоистами, проигравшими в полуфинале.
Мужчины
| Категория    | Спортсмены        | 1/32 финала        | 1/16 финала                  | 1/8 финала           | Четвертьфинал        | Полуфинал            | Финал                | Место |
| Категория    | Спортсмены        | Соперник Результат | Соперник Результат           | Соперник Результат   | Соперник Результат   | Соперник Результат   | Соперник Результат   | Место |
| ------------ | ----------------- | ------------------ | ---------------------------- | -------------------- | -------------------- | -------------------- | -------------------- | ----- |
| до 100 кг    | Евгений Бородавко | Не участвовал      | Р. Хага (JPN) П 000-100      | Завершил выступление | Завершил выступление | Завершил выступление | Завершил выступление | 17    |
| свыше 100 кг | Артур Никифоренко | Не проводится      | У. Кокаури (AZE) П 0002-1110 | Завершил выступление | Завершил выступление | Завершил выступление | Завершил выступление | 17    |

### Лёгкая атлетика
Копьеметательница Лина Музе выполнила норматив для участия на Олимпийских играх, но в июле получила серьёзную травму колена на чемпионате Европы по лёгкой атлетике и не сможет принимать участие в соревнованиях до конца сезона.
Мужчины
Шоссейные дисциплины
| Дисциплина              | Спортсмен        | Время   | Место | Отставание |
| ----------------------- | ---------------- | ------- | ----- | ---------- |
| ходьба на 50 километров | Арнис Румбениекс | 4:08:28 | 37    | +27:30     |

Технические дисциплины
| Дисциплина      | Спортсмен          | Квалификация | Квалификация | Финал                | Финал                |
| Дисциплина      | Спортсмен          | Результат    | Место        | Результат            | Место                |
| --------------- | ------------------ | ------------ | ------------ | -------------------- | -------------------- |
| метание копья   | Зигисмунд Сирмайс  | 80,65        | 14           | завершил выступление | завершил выступление |
| метание копья   | Роланд Штробиндерс | 77,73        | 28           | завершил выступление | завершил выступление |
| прыжки с шестом | Марек Арентс       | 5,45         | 16           | завершил выступление | завершил выступление |
| прыжки с шестом | Паул Пуятс         | 5,60         | 10 Q         | NM                   | NM                   |

Женщины
Беговые дисциплины
| Дисциплина        | Спортсмен             | Предварительный раунд | Предварительный раунд | Предварительный раунд | Четвертьфиналы | Четвертьфиналы | Четвертьфиналы | Полуфиналы            | Полуфиналы            | Полуфиналы            | Финал                 | Финал                 |
| Дисциплина        | Спортсмен             | Забег                 | Время                 | Место                 | Забег          | Время          | Место          | Забег                 | Время                 | Место                 | Время                 | Место                 |
| ----------------- | --------------------- | --------------------- | --------------------- | --------------------- | -------------- | -------------- | -------------- | --------------------- | --------------------- | --------------------- | --------------------- | --------------------- |
| бег на 400 метров | Гунта Латышева-Чударе | 1                     | 53,08                 | 7                     | не проводится  | не проводится  | не проводится  | завершила выступление | завершила выступление | завершила выступление | завершила выступление | завершила выступление |

Шоссейные дисциплины
| Дисциплина              | Спортсмен               | Время   | Место | Отставание |
| ----------------------- | ----------------------- | ------- | ----- | ---------- |
| марафон                 | Илона Мархеле           | 2:41:02 | 61    | +16:58     |
| марафон                 | Ариана Кира Хилборн     | 2:50:51 | 106   | +26:47     |
| марафон                 | Елена Челнова-Прокопчук | 2:29:32 | 12    | +5:28      |
| ходьба на 20 километров | Агнесе Пастаре          | 1:40:15 | 53    | +11:40     |

Технические дисциплины
| Дисциплина    | Спортсмен        | Квалификация | Квалификация | Финал                 | Финал                 |
| Дисциплина    | Спортсмен        | Результат    | Место        | Результат             | Место                 |
| ------------- | ---------------- | ------------ | ------------ | --------------------- | --------------------- |
| метание копья | Синта Озолиня    | 60,92        | 14           | Завершила выступление | Завершила выступление |
| метание копья | Мадара Паламейка | 63,03        | 8 Q          | 60,14                 | 10                    |

Многоборье
| Дисциплина | Спортсмен                | Параметр  | 100 м с/б | высота | ядро  | 200 м | длина | копьё | 800 м   | Всего очков | Итоговое место |
| ---------- | ------------------------ | --------- | --------- | ------ | ----- | ----- | ----- | ----- | ------- | ----------- | -------------- |
| семиборье  | Лаура Икауниеце-Адмидиня | Результат | 13,33     | 1,77   | 13,52 | 23,76 | 6,12  | 55,93 | 2:09,43 | 6617        | 4              |
| семиборье  | Лаура Икауниеце-Адмидиня | Очки      | 1075      | 941    | 762   | 1004  | 887   | 975   | 973     | 6617        | 4              |
| семиборье  | Лаура Икауниеце-Адмидиня | Место     | 8         | 15     | 16    | 3     | 18    | 1     | 4       | 6617        | 4              |

### Парусный спорт
Соревнования по парусному спорту в каждом из классов состояли из 10 или 12 гонок. Каждую гонку спортсмены начинали с общего старта. Победителем становился экипаж, первым пересекший финишную черту. Количество очков, идущих в общий зачёт, соответствовало занятому командой месту. 10 лучших экипажей по результатам предварительных заплывов попадали в медальную гонку, результаты которой также шли в общий зачёт. В медальной гонке, очки, полученные экипажем удваивались. В случае если участник соревнований не смог завершить гонку ему начислялось количество очков, равное количеству участников плюс один. При итоговом подсчёте очков не учитывался худший результат, показанный экипажем в одной из гонок. Сборная, набравшая наименьшее количество очков, становится олимпийским чемпионом.
Женщины
| Класс | Спортсменка   | Гонка | Гонка | Гонка  | Гонка | Гонка | Гонка | Гонка  | Гонка | Гонка | Гонка | Гонка | Гонка | Гонка          | Очки | Место |
| Класс | Спортсменка   | 1     | 2     | 3      | 4     | 5     | 6     | 7      | 8     | 9     | 10    | 11    | 12    | M              | Очки | Место |
| ----- | ------------- | ----- | ----- | ------ | ----- | ----- | ----- | ------ | ----- | ----- | ----- | ----- | ----- | -------------- | ---- | ----- |
| RS:X  | Кетия Бирзуле | 24    | 24    | 27 DNF | 21    | 24    | 26    | 27 DNF | 25    | 23    | 18    | 21    | 23    | не участвовала | 256  | 24    |

### Современное пятиборье
Современное пятиборье включает в себя: стрельбу, плавание, фехтование, верховую езду и бег. Как и на предыдущих Играх бег и стрельба были объединены в один вид — комбайн. В комбайне спортсмены стартовали с гандикапом, набранным за предыдущие три дисциплины (4 очка = 1 секунда). Олимпийским чемпионом становится спортсмен, который пересекает финишную линию первым.
Мужчины
| Соревнование      | Спортсмены        | Фехтование | Фехтование | Фехтование | Плавание | Плавание | Плавание | Верховая езда | Верховая езда | Верховая езда | Комбайн  | Комбайн | Комбайн | Всего     | Всего |
| Соревнование      | Спортсмены        | Побед      | Очки       | Место      | Время    | Очки     | Место    | Штраф         | Очки          | Место         | Время    | Очки    | Место   | Результат | Место |
| ----------------- | ----------------- | ---------- | ---------- | ---------- | -------- | -------- | -------- | ------------- | ------------- | ------------- | -------- | ------- | ------- | --------- | ----- |
| личное первенство | Руслан Наконечный | 13         | 180        | 30         | 2:03,83  | 329      | 16       | 28            | 272           | 26            | 11:35,70 | 605     | 21      | 1386      | 28    |

### Стрельба
В январе 2013 года Международная федерация спортивной стрельбы приняла новые правила проведения соревнований на 2013—2016 года, которые, в частности, изменили порядок проведения финалов. Во многих дисциплинах спортсмены, прошедшие в финал, теперь начинают решающий раунд без очков, набранных в квалификации, а финал проходит по системе с выбыванием. Также в финалах после каждого раунда стрельбы из дальнейшей борьбы выбывает спортсмен с наименьшим количеством баллов. В скоростном пистолете решающие поединки проходят по системе попал-промах. В стендовой стрельбе добавился полуфинальный раунд, где определяются по два участника финального матча и поединка за третье место.
Мужчины
| Соревнование | Спортсмены        | Квалификация | Квалификация | Полуфинал            | Полуфинал            | Финал                | Финал                |
| Соревнование | Спортсмены        | Результат    | Место        | Результат            | Место                | Соперник/ Результат  | Место                |
| ------------ | ----------------- | ------------ | ------------ | -------------------- | -------------------- | -------------------- | -------------------- |
| скит         | Дайнис Упельниекс | 119          | 14           | Завершил выступление | Завершил выступление | Завершил выступление | Завершил выступление |

### Теннис
Соревнования пройдут на кортах олимпийского теннисного центра. Теннисные матчи будут проходить на кортах с твёрдым покрытием DecoTurf, на которых также проходит и Открытый чемпионат США.
Женщины
| Соревнование     | Спортсмены      | 1/32 финала                       | 1/16 финала           | 1/8 финала            | Четвертьфинал         | Полуфинал             | Финал                 |
| Соревнование     | Спортсмены      | Соперник Результат                | Соперник Результат    | Соперник Результат    | Соперник Результат    | Соперник Результат    | Соперник Результат    |
| ---------------- | --------------- | --------------------------------- | --------------------- | --------------------- | --------------------- | --------------------- | --------------------- |
| одиночный разряд | Елена Остапенко | AUSС. Стосур (13) П 6:1, 3:6. 2:6 | Завершила выступление | Завершила выступление | Завершила выступление | Завершила выступление | Завершила выступление |

### Тяжёлая атлетика
Каждый НОК самостоятельно выбирает категорию в которой выступит её тяжелоатлет. В рамках соревнований проводятся два упражнения — рывок и толчок. В каждом из упражнений спортсмену даётся 3 попытки. Победитель определяется по сумме двух упражнений. При равенстве результатов победа присуждается спортсмену, с меньшим собственным весом.
Мужчины
| Категория | Спортсмены       | Вес    | Рывок | Рывок | Рывок | Толчок | Толчок | Толчок | Всего | Место |
| Категория | Спортсмены       | Вес    | 1     | 2     | 3     | 1      | 2      | 3      | Всего | Место |
| --------- | ---------------- | ------ | ----- | ----- | ----- | ------ | ------ | ------ | ----- | ----- |
| до 105 кг | Артурс Плесниекс | 103,99 | 176   | 180   | 181   | 218    | 223    | 225    | 399   | 8     |

Женщины
| Категория | Спортсмены  | Вес   | Рывок | Рывок | Рывок | Толчок | Толчок | Толчок | Всего | Место |
| Категория | Спортсмены  | Вес   | 1     | 2     | 3     | 1      | 2      | 3      | Всего | Место |
| --------- | ----------- | ----- | ----- | ----- | ----- | ------ | ------ | ------ | ----- | ----- |
| до 53 кг  | Ребека Коха | 52,11 | 87    | 87    | 90    | 103    | 107    | 110    | 197   | 4     |